# 西耕平
西 耕平（にし こうへい、1961年（昭和36年）2月28日 - ）は、新調理システム推進協会事務局長である。広島県呉市出身。

## 略歴
ニチワ電機株式会社と共に新調理システム推進協会（1989年設立会長渡辺彰）の活動をとおし、調理における計数管理の発想によりHACCPの概念と新調理システムを結びつけ、1997年（平成9年）より外食産業界におけるリテールレベルHACCPの推進に尽力する。1998年（平成10年）に、厨房業界では初のコンサルタント事業をニチワ電機内に立ち上げ現在に至る。
実績には、東北電力株式会社本店委嘱コンサルタントにおいて、国内初のオール電化学校給食施設としても紹介されている岩手県奥州市（旧水沢市）の学校給食真城共同調理場をはじめとする全国の自治体から、外食チェーン企業、国内を代表する大手ホテルグループ等、外食産業界全般に100施設を超えるとしている。六次産業化の支援では、山形市の農家『なべくらファーム』とのコラボレーション も行っている。

## 役職
- ニチワ電機株式会社常務取締役営業本部長」[4]
  - キッチンシステム総合コンサルティング室長兼務東京支店長
- 東北電力株式会社本店委嘱電力活用コンサルタント
- 九州電力株式会社本店委嘱エネルギー活用コンサルタント

## 資格
- 新調理システム推進協会認定専任講師（第1003号）
- 社団法人日本食品衛生協会HACCP専門講師（455号）
- 裏千家今日庵茶道専任講師（茶名：宗耕）

## 著書
- 共著『続・新調理システムのすべて』日経BP社 ISBN 4-8222-1998-4 （発行日 2005年1月10日）
- 共著『新調理システムのすべて』 日経BP社 ISBN 4-8222-1967-4 （発行日2000年7月10日）
- 共著『日経レストラン外食用語辞典』日経BP社 ISBN 978-4822219512 （発行日1995年1月19日）
- 社団法人全日本司厨士協会機関誌『月刊 西洋料理』10年間連載。

## 論文
- 『これからの病院厨房計画のポイントHACCP 12手順と新調理システム 』[5]
- 『第3のティルティングパン「マルチ・ファンクション・クッカー"E-JET"」（特集 業務用電化厨房の最新情報）』 *『第3の加熱調理機「マルチ・ファンクション・クッカー"TT&P"」 （特集 飲食店舗等のオール電化・客席電化） 』
- 『これからの厨房設計提案の視点 （特集 最新の電化厨房機器システム）』
- 『医療福祉施設への電化厨房推奨のポイント （特集 病院・福祉施設への電気加熱）』
- 『学校給食センターにおけるHACCPの取り組み--大分県三重町学校給食共同調理場 （特集 学校給食における衛生管理—実態と改善のポイント）』
- 『学校給食への推奨、アプローチについて （特集 電化厨房）』
- 『特別寄稿 厨房システムにおける電化の役割 』
- 『外食店舗に採用される電化厨房の役割 （特集 店舗への電気加熱） 』
- 『HACCP対応型キッチンの構築と実践的導入方法—2000年病院食ニチワキッチンソリューションセミナーより 』
- 『グリドル・湿温蔵庫・ブラストチラー （特集 業務用電化厨房） -- （電気加熱調理機器）』
- 『学校給食における全電化厨房設計のポイント （特集 業務用電化厨房）』
- 『HACCP管理を補助する厨房機器とその環境 （特集 SSOPが要求する8領域のサニテーション） -- （8領域のサニテーションの解説） 』
- 『グリドル・湿温蔵庫・ブラストチラー （特集 業務用電化厨房） -- （電気加熱調理機器） 』
- 『学校給食における全電化厨房設計のポイント （特集 業務用電化厨房） 』
- 『HACCP管理を補助する厨房機器とその環境 （特集 SSOPが要求する8領域のサニテーション） -- （8領域のサニテーションの解説）』
- 『学校給食施設の全電化についての概要及び利点の紹介 （特集 食品分野の氷蓄熱システムの活用） 』
- 『オール電化による国内初のHACCP概念の学校給食施設--水沢市立学校給食真城共同調理場 』
- 『電化厨房が衛生的で機能的なキッチンを作る （特集 電気による衛生管理機器への取り組み） 』
- 『経営セミナ- 注目の院外調理方式の基礎知識 』
- 『HACCP対応調理施設の構築—全国初の全電化による学校給食施設の事例 （学校・教育施設特集） -- （実施例）』
- 『特別インタビュー 西耕平氏 新調理システム推進協会事務局長 ニチワ電機（株）キッチンシステム総合コンサルティング室長 外食産業のための新調理システムの導入とその役割 （特集 外食産業のシステム化に役立つ素材・添加物の役割）』
- 『医療福祉給食の現場に見る衛生管理の課題—工程のグループ化により献立数を減らす—ニチワ電機（株）取締役営業本部長 新調理システム推進協会事務局長 西耕平氏に聞く （特集 フードサービスにおけるPP・HACCP確立の改善策) 』
- 『厨房設計の考え方 震災後の「食」の価値観の転換と高齢者施設における厨房の再構築 （高齢者施設・住宅における「食事」サービス研究）』
- 『これからの医療・福祉施設に求められる厨房計画の考え方 （高齢者施設における食事&厨房システム研究） 』
- 『次世代型ティルティング・ブレージングパン（E-JET） （特集 電化厨房の最新事例） 』
- 『新調理システムとリテールレベルHACCP （特集 安全性確保のための新調理システムとリテールHACCP） 』
- 『厨房計画における原価率維持管理（Food and Beverage Control)の重要性 （特集 新調理システムとリテールHACCP最前線 : F&B・Cによる経営管理とHACCPによる安全管理） 』